# یهودا امیحای
یهودا امیحای (به عبری: יהודה עמיחי) (۳ مه ۱۹۲۴-۲۲ سپتامبر ۲۰۰۰) شاعر اهل اسرائیل بود. از نظر بسیاری-هم در اسرائیل و هم در سطح بین‌المللی-امیحای به‌عنوان بزرگ‌ترین شاعر معاصر اسرائیلی شناخته می‌شود. او همچنین یکی از اولین افرادی بود که با الفاظ محاوره‌ای به عبری شعر سروده‌اند.
امیحای در سال ۱۹۸۲ جایزهٔ اسرائیل را به خاطر خدمات‌اش در زمینهٔ شعر عبری دریافت کرده بود.